# Рудник Мунта
Рудник Мунта (Moonta) – колишній гірничодобувний майданчик на півдні Австралії. 
В 1861 році один з пастухів виявив в районі майбутнього рудника мінерал міді. Для розробки родовища створили Tiparra Mining Company, що пізніше стала Moonta Mining Company. Руду вивозили по колії до розташованого за кілька кілометрів на узбережжі мідеплавильного заводу компанії Wallaroo Mining (розробляла рудник Валлару).  
За перший рік експлуатації копальня видала 8 тисяч тонн руди з середнім вмістом міді у 25%. Станом на 1870 рік рудник видавав 20 тисяч тонн руди з вмістом міді 20%. Це забезпечувало високу рентабельність і в 1876-му Moonta Mining стала першою компанією в історії гірничодобувної промисловості Австралії, яка виплатила акціонерам у вигляді дивідендів мільйон фунтів стерлінгів (сукупно з моменту початку діяльності). Втім, вже наприкінці 1870-х на тлі падіння світових цін на мідь становище рудника суттєво погіршилось.
В 1890-му унаслідок злиття Moonta Mining з Wallaroo Mining виникла Wallaroo and Moonta Mining and Smelting Company. Остання узялась за активний розвиток рудника Валлару, що став головним активом об’єднаної компанії і в 1899-му випередив Мунта за обсягами виробнцитва. 
Розробка Мунта велась підземним способом, а загальна довжина підземних виробіток копальні в підсумку досягнула 130 кілометрів. У складі рудника діяли численні шахти, як то:
- «Ryans», що була закладена в 1861-му на місці знахідки першої міді та діяла до 1906 року;
- «Warmingtons», яка була головним стовбуром рудника з 1862 до 1900 рік та в підсумку досягнула глибини 585 метрів;
- «Taylors», яку довели до глибини у 768 метрів;
- «Hughes», стовбур якої спершу заглибили вертикально на 128 метрів до досягнення рудного тіла «Elders», після чого вона слідувала за ним до глибини у 365 метрів;
- «Beddomes» завглибшки 476 метрів;
- «Treuers», що діяла після 1900-го та досягнула глибини у 220 метрів;
- «McDonnells», яка розробляла південну частину однойменного рудного тіла (відомо, що останнє було відпрацьоване до глибини у 340 метрів);
- «Dominicks», яку довели до глибини у 265 метрів;
- «Prince Alfred»;
- «Fergussons», що досягнула глибини 373 метра;
- «Bowers»;
- «Greens» завглибшки 375 метрів;
- «Lloyds South», яка мала глибину 183 метра.
В 1916-му Wallaroo and Moonta Mining and Smelting Company також отримали контроль над розташованою поруч з рудником Мунта шахтою «Hamley». Вона була закладена в 1862-му як шахта «Karkarilla», в 1868-му перейшла до Hamley Mining Company, а у 1888-му була зупинена.
Хоча шахти Мунта не сильно поступались за максимальною глибиною руднику Валлара, проте після створення об’єднаної компанії розробку Мунта вирішили обмежити лише верхніми горизонтами. В той же час, рудник Мунта в 1901-му вперше в Австралії доповнили фабрикою вилучення міді методом цементації, яка переробляла вміст хвостосховища належної до копальні збагачувальної фабрики «Hancocks», що діяла з 1874 по 1900 роки.
До 1890-х всі роботи провадились мускульною силою та за допомогою коней, втім, враховуючи сильний приплив підземних вод, вже у 1865 році ввели в дію насосну станцію, що використовувала парові машини. З 1900-го до цього процесу стали залучати електричні двигуни.
Після Першої світової війни ціни на мідь сильно впали, що в 1923-му призвело до закриття рудника Мунта (хоча обмежені роботи з вже вилученою породою тривали до 1940-х років).
Всього з Мунта видобули біля 2,75 млн тонн руди, що дало можливість отримати 170 тисяч тонн міді.